# Matthew Perry
|  | Per a altres significats, vegeu «Matthew Perry (actor)». |

Matthew Perry (anglès americà: Matthew Calbraith Perry)  (Newport, 10 d'abril de 1794 - Nova York, 4 de març de 1858) va ser un comodor de les forces navals dels Estats Units d'Amèrica (U.S. Navy).
El president estatunidenc l'envià el 1852 a les costes del Japó, amb la missió d'obrir rutes comercials i firmar un tractat de comerç amb aquell país. Fins llavors, Japó estava aïllat voluntàriament dels països occidentals, per decisió del shogunat Tokugawa.

## Biografia
Fill del capità Christopher R. Perry i germà petit d'Oliver Hazard Perry, aconseguí ser aspirant a oficial de marina el 1809, sent assignat a una goleta anomenada "Revenge", sota comandament del seu germà gran.
Durant els inicis de la seva carrera va ser designat a diverses naus, incloent la "President", on ajudà al Comodor John Rodgers a derrotar la nau britànica "HMS Little Belt", poc després que es declarés la Guerra del 1812 entre el Regne Unit i els nord-americans. Durant aquesta guerra, serà transferit al "USS United States" (una fragata). Acabat el conflicte, servirà a diferents vaixells en el Mediterrani i l'Àfrica, enviats per fer desaparèixer la pirateria i el comerç d'esclaus a les Índies de l'Oest. Posteriorment, mentre es trobava en un port de Rússia, se li va oferir servir en la marina russa, però declinà l'oferta.

## Missions i feines realitzades entre 1820 i 1844

### Key West
A partir del 1821 tingué sota comandament la goleta "Shark" de la marina americana, construïda aquell mateix any, i n'ostentà el càrrec fins al 1825
Quan Anglaterra tenia la possessió de Florida, el 1763, els espanyols sostenien que les "Florida Keys" (un arxipèlag d'illes situat a uns 25 quilòmetres de Miami i uns 145 kilòmetres de Cuba) eren part de Cuba i el nord de l'Havana). Els Estats Units pensaren que podrien tractar-se d'un "Gibraltar de l'oest", perquè "Key West", la ciutat situada al sud de l'arxipèlag, guardava el cantó nord dels 150 quilòmetres d'amplada de l'estret de Florida, la ruta d'aigua profunda entre l'oceà Atlàntic i el golf de Mèxic.

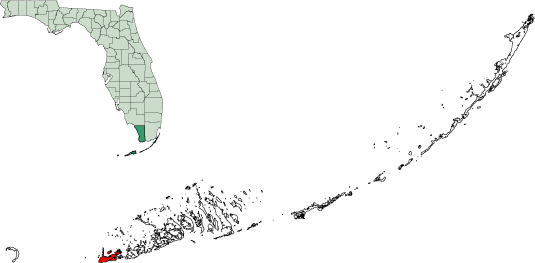
L'arxipèlag de "Florida Keys" i situació de Key West.

El 1815, el governador espanyol de l'Havana donà l'illa de "Key West" a Juan Pablo Salas de Sant Agustí (Saint Augustine), Florida. Després que Florida passes a ser sobirania nord-americana, Salas vengué l'illa a l'home de negocis dels Estats Units, John W. Simonton, per 2.000 dòlars, el 1821. Simonton pressionà els govern dels Estats Units per fer una base naval a l'illa, per ajudar a portar la llei i l'ordre a la població, i sobretot, per a tenir avantatge de la situació estratègica de l'illa.
El març del 1822, Matthew Perry partí amb la seva goleta "Shark" cap a "Key West" i reclamà la sobirania de l'illa pels Estats Units d'Amèrica. Va canviar el nom de "Cayo Hueso" per "Thompson's Island", en honor del Secretari de la Marina, Smith Thompson.
Durant el 1826 i el 1827, Perry va ser capità de l'esquadra del comodor Rodgers. Després, Perry estarà de servei a la costa, a Charleston (Carolina del Sud) el 1828, i el 1830 agafarà el comandament de la "USS Concord". Entre el 1833 i 1837 serà el segon oficial de la "New York Navy Yard" (més tard coneguda com a "Brooklyn Navy Yard"), aconseguint la promoció a capità al final d'aquest període de servei.

### Creador de l'armada a vapor
Tingué un interès considerable en l'educació naval, donant suport al sistema d'aprenentatge per entrenar nous mariners, i ajudà a crear el currículum per a l'Acadèmia Naval dels Estats Units ("United States Naval Academy"). A més, proposà la modernització de la marina del seu país. Una vegada obtingué el rang de capità, va supervisar la construcció de la segona fragata de vapor de la marina, la "USS Fulton", que comandaria quan s'acabà de construir. Es guanyà el qualificatiu de "pare de l'armada a vapor". També organitzà el primer cos naval d'enginyers dels EUA i gestionà la primera escola americana d'artilleria, mentre comandava la "USS Fulton", els anys 1839 i 1840.

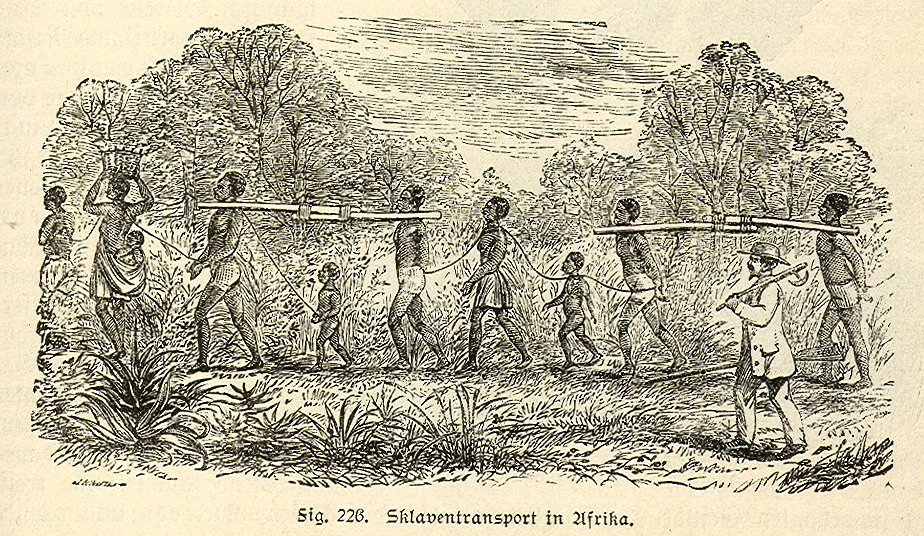
Gravat del sobre el transport d'esclaus a l'Àfrica

### Promoció a comodor
Adquirí el títol de comodor el 1841, i va ser nomenat cap de la "New York Navy Yard" el mateix any. El 1843 agafà el comandament de la "African Squadron" (l'escuadró africà), la feina del qual era impedir el comerç d'esclaus, com ordenava el "Tractat de Webster-Ashburton". Continuà amb aquesta empresa fins al 1844.

## Durant la guerra d'Intervenció Nord-americana, 1846-1848

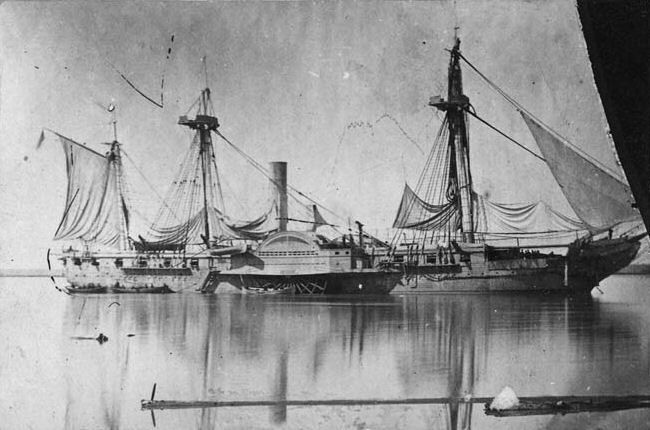
Fotografia del vaixell nord-americà USS Mississippi, el 14 de març de 1863.

El 1845, el comodor David Connor havia de deixar el comandament de la "Home Squadron", que formava part de l'armada dels Estats Units d'Amèrica; però la imminent guerra entre els Estats Units i Mèxic (coneguda també com a Guerra Estats Units-Mèxic o d'Agressió Nord-americana) feu que les autoritats no canviessin els comandaments per poder fer millor front al conflicte bèl·lic. Perry, que havia destacat sota les ordres del comodor David Connor, va ser nomenat segon del comandant i capitanejà el vaixell USS Mississippi. Durant aquesta guerra, guerrejarà contra l'estat mexicà de Tabasco, capturarà la ciutat mexicana de Frontera, i va prendre part de l'expedició de Tampico. 

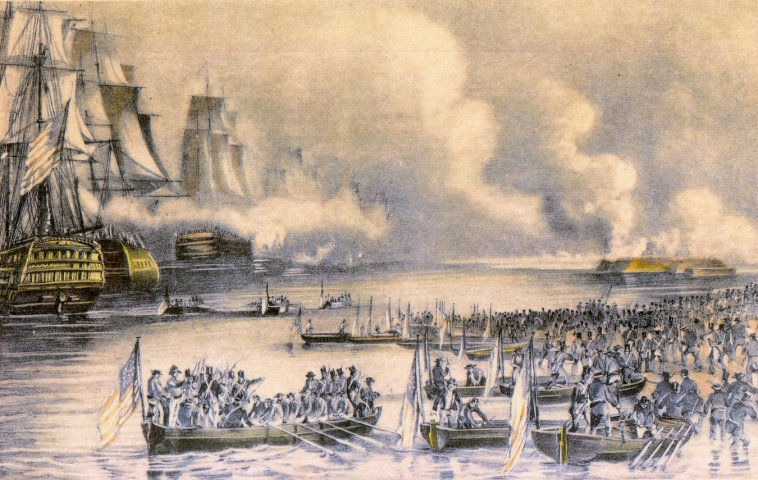
Pintura del 1840 sobre l'atac amfibi de Veracruz

Fou, però, forçat a retornar a Norfolk (Virgínia) per fer reparacions; i continuava estant allí quan els americans començaren l'atac amfibi a la ciutat de Veracruz. Al seu retorn als Estats Units, els seus superiors el posaran com a substitut del comodor David Connor per a ser el nou comandant de la "Home Squadron". Tornarà a la flota mentre dura el setge de 20 dies de Veracruz, i donarà suport des del mar. Després de la caiguda de la ciutat, Winfield Scott (general de l'armada nord-americana) desembarcarà a terra i Perry es dirigirà contra la resta de ciutats portuàries de Mèxic. Més tard, reuní una flota anomenada "Mosquito" i capturà Tuxpan l'abril de 1847. El juliol del mateix any atacà per segona vegada Villahermosa, aquest cop des de terra ferma, liderant una força de 1.173 homes, després d'haver-la atac l'any anterior per terra i mar.

## Viatges al Japó

### Precedents de viatges nord-americans al Japó
El Japó ja havia rebut algunes expedicions de naus nord-americanes abans de les expedicions de Perry:
- Del 1797 al 1809, vaixells dels EUA comerciaven amb Nagasaki sota bandera neerlandesa, a petició dels neerlandesos, que no podien comerciar amb les seves naus perquè mantenien un conflicte armat contra els britànics durant les Guerres Napoleòniques.

- El 1837, un home de negocis dels Estats Units a Canton, anomenat Charles W. King, veié l'oportunitat d'obrir el comerç intentant retornar al Japó tres mariners japonesos que havien naufragat a les costes d'Oregon. Anà cap al canal d'Uraga amb un vaixell mercant no armat, anomenat Morrison. La nau fou atacada diverses vegades, i finalment se'n tornà sense aconseguir el seu objectiu.

- El 1846, el comandant James Biddle va ser enviat pel govern dels Estats Units a obrir el comerç. Arribà a la badia de l'actual Tòquio amb dos vaixells, un dels quals era una nau de guerra, armada amb 72 canons, però la recerca d'un acord de comerç fou infructuosa.

- El 1848, el capità James Glynn navegà cap a Nagasaki, i aconseguí que el Japó acceptés negociar amb els Estats Units. Glynn recomanà al congrés dels Estats Units que les negociacions per obrir el Japó fossin portades amb una demostració de força, tal com ho faria Matthew Perry.

### Primer viatge al Japó, 1852-1853
El 1852 surt de Norfolk, Virgínia (EUA) cap al Japó, comandant una esquadra de 4 vaixells, amb la missió d'entregar una carta del president nord-americà al cap d'Estat del Japó, perquè obrís el país al comerç amb els EUA, si calia, amb l'ús de la força. Arribà prop de l'actual Tòquio el 8 de juliol de 1853 sent rebut per representants del shogunat Tokugawa, que l'aconsellaren que viatgés cap a Nagasaki, l'únic port japonès obert pels estrangers en aquella època, on hi havia un comerç controlat amb els neerlandesos. El comodor Perry refusà la idea i demanà permís per presentar la carta escrita pel president nord-americà Millard Fillmore a l'emperador, amenaçant d'usar la força armada si no se l'hi concedia.

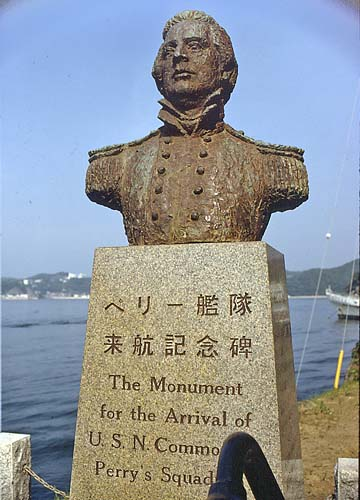
Bust del Comodor Perry, ubicat a Shimoda, Japó.

El Japó havia rebutjat durant segles la tecnologia moderna provocant que les forces militars japoneses no poguessin resistir un hipotètic atac de l'armament que disposava Perry. A partir d'aquell moment, les naus de Perry (conegudes com "les Naus Negres", tant per com pel fum que feien com pel seu color), es convertiren en un símbol de l'oest, la tecnologia i el colonialisme, pels japonesos. El govern japonès acceptà el desembarcament de Perry per evitar un bombardeig naval. Perry procedí a desembarcar a Kurihama (a prop de l'actual Yokosuka) el 14 de juliol, presentant la carta als delegats presents i deixant al país per la costa xinesa, prometent tornar per rebre una resposta.

### Segona visita al Japó, 1854
En el seu segon viatge al Japó, l'oficial Perry tornà amb el doble de naus. Arribà el febrer del 1854, trobant els delegats amb un tractat que satisfeia totes les demandes de la carta del president Fillmore (probablement influïts, després de veure com occident havia forçat l'obertura de la Xina amb la primera Guerra de l'opi). Perry va signar el Tractat de Kanagawa el 31 de març de 1854, i se'n va anar, pensant erròniament que el tractat s'havia fet amb representants imperials quan realment s'havia fet amb els representants del shogun, que governava de facto el país, i no l'emperador.

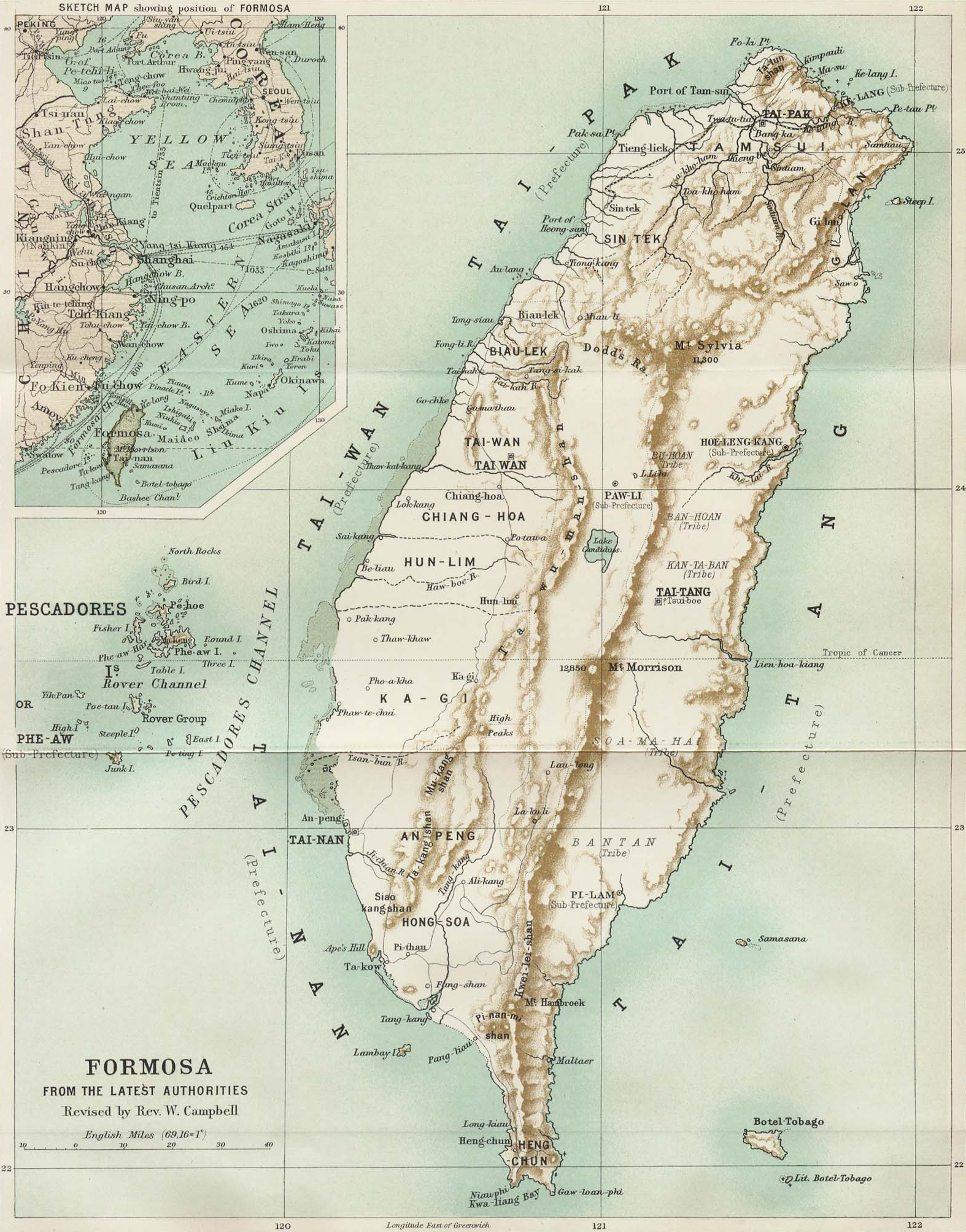
Mapa de l'illa de Formosa a finals del.

En el seu viatge cap al Japó, va suggerir al govern dels Estats Units envair l'illa de Formosa, convençut de la fàcil defensa, emfatitzant que podria convertir-se en un lloc estratègic, servint de base d'exploració del continent asiàtic (similar a la utilitat que els espanyols van donar a Cuba, en la seva exploració del continent americà). Ocupant l'illa es podria contrarestar, segons Perry, el monopoli de les rutes més importants que disposaven els europeus.

## Retorn als Estats Units i últims anys de vida, 1855-1858
El Congrés dels Estats Units aprovà atorgar-li un premi de 20.000 dòlars pels seu treball al Japó quan va tornar al país el 1855, diners que, en part, l'oficial va gastar per escriure i publicar el relat de la seva expedició, en tres volums, titulats "Narració de l'Expedició de l'Esquadra Americana als Mars de la Xina i el Japó" ("Narrative of the Expedition of an American Squadron to the China Seas and Japan").
Morí tres anys després, el 4 de març de 1858 a la ciutat de Nova York. Les seves restes es van traslladar al "Island Cementery" (a Newport, Rhode Island), el 21 de març del 1866, juntament amb els de la seva filla Anna, que havia mort el 1839.

## Galeria d'imatges

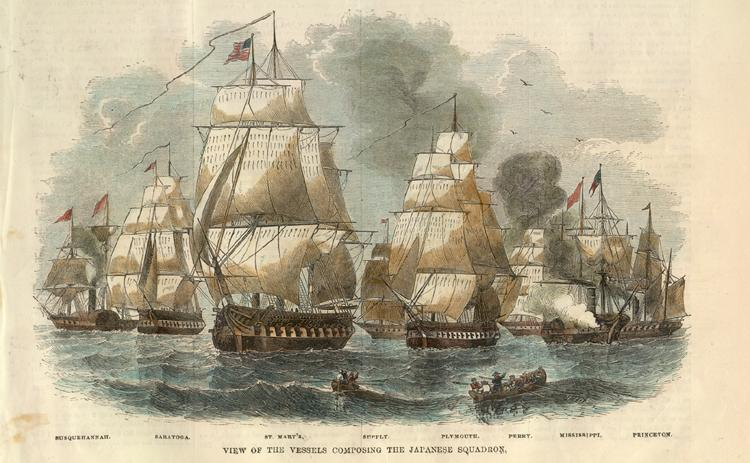
La flota de Perry, en la seva segona visita al Japó, el 1854.
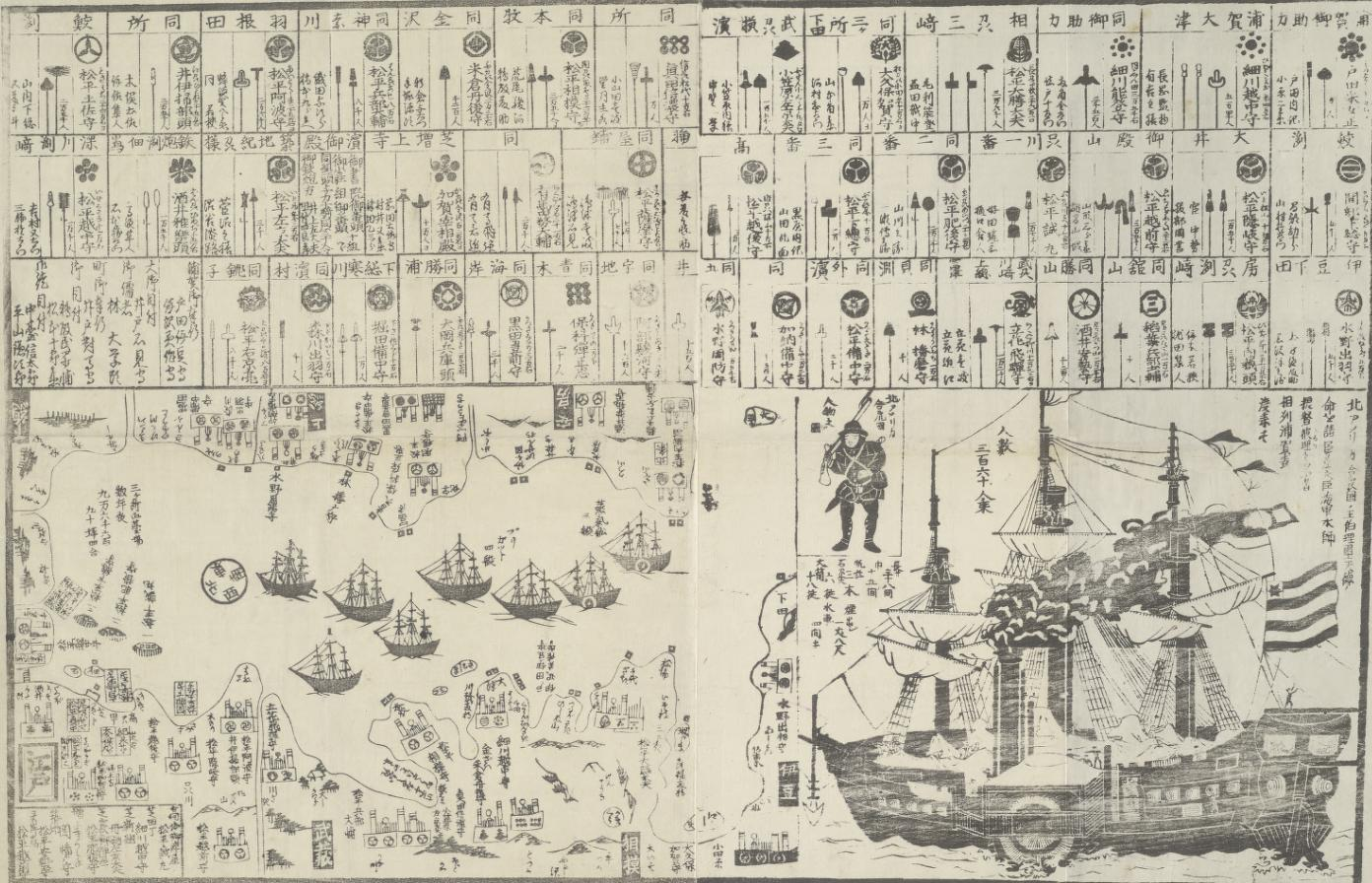
Pintura japonesa del 1854 sobre la visita del comodor Perry.